# Oxyrhachis tricarina
Oxyrhachis tricarina är en insektsart som beskrevs av Capener 1968. Oxyrhachis tricarina ingår i släktet Oxyrhachis och familjen hornstritar. Inga underarter finns listade i Catalogue of Life.